# Wieża Penegate

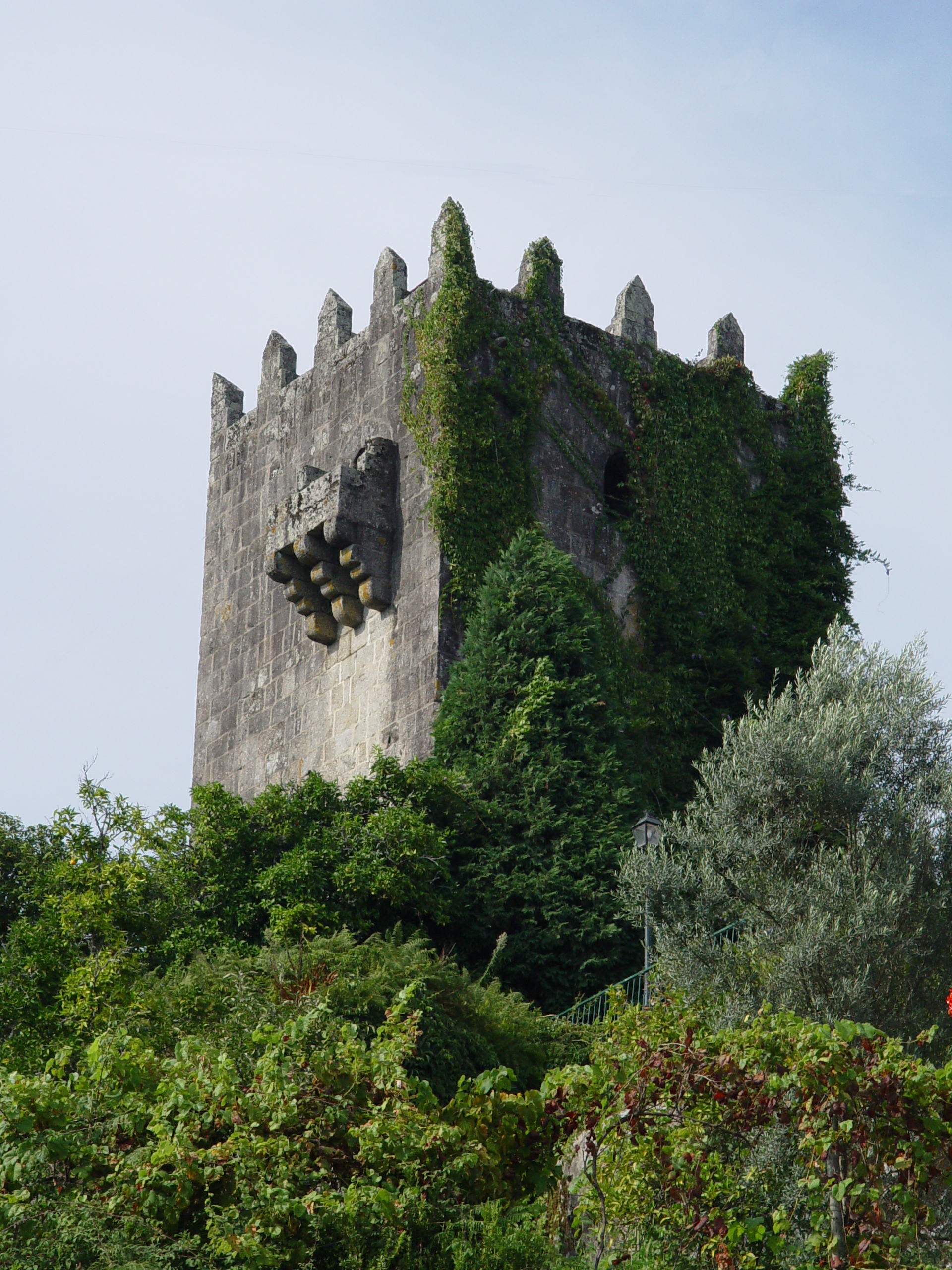

Wieża Penegate (port. Torre de Penegate) – trzykondygnacyjna, XIV-wieczna wieża zbudowana na planie czworoboku, znajdująca się w miejscowości Vila Verde. Stanowi zabytek rangi krajowej (Monumento de Interesse Público).